# TRAX
Il TRAX, ufficialmente Transit Express, è la rete tranviaria a servizio della città di Salt Lake City e dei suoi sobborghi, nello Stato dello Utah. Aperta il 4 dicembre 1999, è gestita dalla Utah Transit Authority.
La rete è lunga 72,1 km con 50 stazioni. Si compone di tre linee identificate con colori diversi: la linea blu, aperta nel 1999, la linea rossa, aperta nel 2001 e la linea verde, aperta nel 2011. Diverse stazioni della rete interscambiano con il servizio ferroviario suburbano FrontRunner, gestito sempre dalla Utah Transit Authority.

## La rete
| Linea       | Percorso                                     | Apertura | Lunghezza | Stazioni |
| ----------- | -------------------------------------------- | -------- | --------- | -------- |
| Linea blu   | Salt Lake Central ↔ Draper Town Center       | 1999     | 31,10 km  | 24       |
| Linea rossa | University Medical Center ↔ Daybreak Parkway | 2001     | 38,10 km  | 25       |
| Linea verde | Airport ↔ West Valley Central                | 2011     | 24,16 km  | 18       |